# Alectra glandulosa
Alectra glandulosa är en snyltrotsväxtart som beskrevs av D. Philcox. Alectra glandulosa ingår i släktet Alectra och familjen snyltrotsväxter. Inga underarter finns listade i Catalogue of Life.